# 硼氢化铀
硼氢化铀(IV)是一种无机化合物，化学式为U(BH4)4，是一种绿色易挥发的固体，有放射性。

## 制备
1952年，Hermann I. Schlesinger等人采用铀的四卤化物（UCl4、UF4）和碱金属硼氢化物为原料（如LiBH4）为原料，在无水的液体介质中反应，生成硼氢化铀(IV)：
UCl4 + 4 LiBH4 → U(BH4)4 + 4 LiCl
Hermann I. Schlesinger等人还用硼氢化铝和铀的四卤化物反应制备U(BH4)4：
UF4 + 2 Al(BH4)3 → U(BH4)4 + 2 Al(BH4)F2
但硼氢化铝法存在严重的不足，当硼氢化铝遇到微量潮湿的空气时，便会自发性产生猛烈的爆炸。

在Hermann I. Schlesinger之后，В. В. Волков等人用固相的合成方法将四氯化铀在磨球机中粉碎，得到硼氢化铀(IV)，化学反应方程式如下：
UCl4 + 4 LiBH4 → U(BH4)4 + 4 LiCl

## 物理性质
硼氢化铀(IV)为绿色、易挥发的固体（尤其超过30℃时显著挥发），固态时为聚合物。硼氢化铀(IV)微溶于正庚烷和高纯苯。硼氢化铀(IV)有两种晶型。第一种为黄绿色的，第二种为翠绿色的。第二种晶型为正交晶系。溶液中的U(BH4)4会发生离解：
3 U(BH4)4 → U(BH4)62- + 2 U(BH4)3+
| 温度/℃ | 蒸汽压/mmHg |
| ------ | ----------- |
| 34.2   | 0.30        |
| 40.2   | 0.56        |
| 48.25  | 1.23        |
| 54.3   | 2.15        |
| 61.3   | 4.00        |

## 化学性质
硼氢化铀(IV)和水、醇反应生成氢气。与乙醚反应形成包含硼氢化铀分子的乙醚络合物，该化合物在-80℃比较稳定。硼氢化铀(IV)是活泼的，在空气中缓慢发生反应生成黄色或白色的不挥发性物质。硼氢化铀(IV)在100℃分解，生成一种不挥发的物质，可自燃，可能是硼氢化铀(III)，并在150℃进一步分解，产生UB4和氢气。
硼氢化铀可与四甲基乙烯反应：
U(BH4)4 + 4 (CH3)2C=C(CH3)2 → U(H3BC(CH3)2C(CH3)2H)4

## 应用
硼氢化铀(IV)可以用于铀的同位素的分离。
硼氢化铀在频率I的光的照射下，含235U的化合物会被激发，而含238的不会被激发。同时，用频率II的光照射它们，含有235U的会发生化学分解，而含有238U的不会分解。然后再加热它们，使未分解的升华，238U(BF4)4会挥发，而235U(BF4)4在同样的温度下不会挥发。由上述方法可以实现铀的同位素的分离。

## 硼氢化铀(III)
硼氢化铀(III)是一种无机化合物，化学式为U(BH4)3，在溶液中会发生离解：
3 U(BH4)3 → U(BH4)52- + 2 U(BH4)2+
硼氢化铀(III)可以在100℃下热分解硼氢化铀(IV)得到：
2 U(BH4)4 → 2 U(BH4)3 + B2H6 + H2